# 충의로 (화순군)
충의로(Chungui-ro)는 전라남도 화순군 화순읍 대광아파트교차로에서 화순군 동면 구암교차로를 이어주는 도로이다.

## 주요 경유지
전라남도
- 화순군 (화순읍 . 동면)

## 노선
| 이름              | 접속 노선              | 소재지 | 소재지 | 비고              |
| ----------------- | ---------------------- | ------ | ------ | ----------------- |
| 대광아파트 교차로 | 칠충로                 | 화순군 | 화순읍 |                   |
| 삼천리 교차로     | 쌍충로                 | 화순군 | 화순읍 |                   |
| 광덕교            |                        | 화순군 | 화순읍 |                   |
| 고인돌공원 교차로 | 광덕로                 | 화순군 | 화순읍 |                   |
| 광덕 교차로       | 서양로                 | 화순군 | 화순읍 |                   |
| 용생교            |                        | 화순군 | 동면   |                   |
| 용포 교차로       | 국도 제22호선 (화순로) | 화순군 | 동면   |                   |
| 구암삼거리        | 동주로                 | 화순군 | 동면   | 국도 제22호선구간 |
| 구암교            |                        | 화순군 | 동면   | 국도 제22호선구간 |
| 구암교차로        | 화순로                 | 화순군 | 동면   | 국도 제22호선구간 |
| 모후로와 직결     |                        |        |        |                   |

## 주요 건물 및 시설
- 한국전력공사 화순지사 (충의로 11/삼천리 651)
- 현대자동차 블루핸즈 화순점 (충의로 60/삼천리 748-3)
- 쉐보레 화순전시장 (충의로 86/광덕리 146)
- CMB 전남방송 (충의로 91/광덕리 128)
- 쉐보레 화순바로서비스 (충의로 94/광덕리 272-43)
- 전남일보 (충의로 95/광덕리 126-3)
- S-OIL 삼천리주유소 (충의로 108/삼천리 554)
- 현대자동차 화순지점 (충의로 131/광덕리 380)
- 읍내지구대 (충의로 152/광덕리 188)
- GS칼텍스 광덕주유소 (충의로 164/광덕리 252-5)
- 동면행정복지센터 (충의로 751/장동리 582)
- 동면보건지소 (충의로 751/장동리 585)
- 동면119지역대 (충의로 752/장동리 582)
- 농협 천운농협 동면지점 (충의로 769/장동리 339)
- 동면파출소 (충의로 773/장동리 345)
- 동면초등학교 (충의로 789/장동리 351)
- 농협 천운농협동면주유소 (충의로 833/천덕리 388-1)